# اوغور گونش
اوئور گونش (ترکی استانبولی: Uğur Güneş) (زاده ۱۰ نوامبر ۱۹۸۷ در آنکارا) بازیگر مرد اهل ترکیه است. وی از سال ۲۰۱۱ میلادی تا به کنون مشغول به فعالیت بوده‌است. او بعد از تمام شدن سریال خاکهای غیرقانونی در حال مذاکره برای پروژه جدید است. او به دلیل بازی در نقش ییلماز در سریال روزگارانی در چوکوروا شهرتی بین‌المللی در کشورهای زیادی همچون ایران، اسپانیا، کشورهای عربی و … دارد.

## فیلم‌شناسی
- شروع دوباره (۲۰۱۱)
- برایم ناراحت نباش (۲۰۱۲–۲۰۱۳)
- آماده ایم سینمایی(۲۰۱۳)
- شیطان سینمایی(۲۰۱۳)
- سرزمین من اورفاست (۲۰۱۴)
- سدالباهیر ۳۲ ساعت (۲۰۱۵)
- قیام ارطغرل (۲۰۱۶)
- گمنام‌ها (۲۰۱۷)
- روزگارانی در چوکوروا (۲۰۱۸–۲۰۲۰)
- سرزمین‌های بی قانون (۲۰۲۱)